# Bitomus curvicus
Bitomus curvicus är en stekelart som beskrevs av Fischer 1992. Bitomus curvicus ingår i släktet Bitomus och familjen bracksteklar. Inga underarter finns listade.